# David Konečný
Pour les articles homonymes, voir Koneczny.
David Konečný est un joueur tchèque de volley-ball né le 10 octobre 1982 à Boskovice. Il mesure 1,93 m et joue attaquant. Il est international tchèque.

## Biographie
Il est marié et père d'un enfant, Nikola, né en 2014.

## Clubs
| Club              | De        | À         |
| ----------------- | --------- | --------- |
| VK DHL Ostrava    | 1998-1999 | 2007-2008 |
| Tours Volley-Ball | 2008-2009 | 2016-2017 |

Palmarès
- Coupe CEV (1)
  - Vainqueur : 2017
- Championnat de République tchèque (1)
  - Vainqueur : 2006
  - Finaliste : 2008
- Championnat de France (5)
  - Vainqueur : 2010, 2012, 2013, 2014, 2015
  - Finaliste : 2011
- Coupe de France (6)
  - Vainqueur : 2009, 2010, 2011, 2013, 2014, 2015
- Supercoupe de France (3)
  - Vainqueur : 2012, 2014, 2015
  - Finaliste : 2013